# 楔叶叉柱花
楔叶叉柱花（学名：Staurogyne longicuneata）是爵床科叉柱花属的植物，是中国的特有植物。分布于中国大陆的云南等地，目前尚未由人工引种栽培。